# Андерсон, Боб (автогонщик)
Ро́берт Хью Фе́рон (Боб) А́ндерсон (англ. Robert Hugh Fearon "Bob" Anderson, 19 мая 1931 года — 14 августа 1967 года) — британский мотогонщик и автогонщик, пилот Формулы-1. Начав карьеру в 1953 с мотогонок, за семь лет дважды выиграл North West 200, регулярно финишировал в очках, но в 1960 из-за травмы переключился на гонки формул. Выступал в Формуле-Юниор, пять лет в 1963—1967 выступал в Формуле-1, единожды был на подиуме. В августе 1967 года разбился на тестах в Сильверстоуне.

## Биография
Участие в гонках начал с мотоциклов в начале 50-х годов, дважды выиграл North West 200, часто финишировал в очках, на этапах чемпионата мира трижды добивался места на подиуме,. На Гран-при Швеции 1958 года проиграл Дюку доли секунды. Развитию карьеры мотогонщика положила конец травма спины, полученная в аварии в 1960 году.
Начал выступления с Формулы-Юниор. После первого сезона получил возможность выступать за рулём заводской команды «Лотус» этого чемпионата. В следующем сезоне он победил в гонке на автодроме в Монлери, а в гонке в Монако финишировал вторым. Андерсон приобрёл у Реджа Парнелла подержанный автомобиль Lola Mk4.
В сезоне 1963 года он участвовал в двух этапах чемпионата мира, где оба раза финишировал 12-м. В незачётных гонках стал третьим в Имоле, четвёртым в Сиракузах, победил на Гран-при Рима. Команда DW Racing Enterprises, под флагом которой гонялся Андерсон, состояла из самого Андерсона, его жены в качестве хронометриста и маленькой команды механиков.
Сменив автомобиль на новый Brabham BT11, который ему достался раньше самого Джека Брэбема, Андерсон принял участие в чемпионате-1964 уже по полной программе. На второй гонке попал в очки, а в Австрии, стал третьим. По результатам сезона получил «Кубок памяти фон Трипса», вручаемый лучшему частнику — несмотря на то, что пропустил два финальных этапа за океаном, в США и Мексике.
Следующие сезоны были не столь успешны, но тем не менее он всегда держался в середине пелотона и часто финишировал на грани очковой зоны. Конец сезона-1965 пропустил из-за того, что единственный принадлежащий Андерсону автомобиль он разбил на практике перед Гран-при Германии. На новый сезон он снабдил автомобиль старым четырёхцилиндровым Coventry-Climax, расточенным до 2,7 литров. Сезон принёс единственный финиш в очках, на шестом месте, на этапе в Италии.
Постепенно ухудшающиеся результаты, вызванные устареванием техники, заставили Андерсона подумать об уходе. На стартовом этапе 1967 года заработал два очка, а в остальных гонках неоднократно финишировал поблизости от очковой зоны. Неделей позже пропущенного Андерсоном немецкого Гран-при он проводил тесты в Сильверстоуне в дождевых условиях, не справился с управлением, вылетел с трассы и врезался прямо в основание поста маршалов. Получил серьёзные травмы груди и шеи и умер в машине скорой помощи по пути в Нортгемптон в возрасте 36 лет.

## Результаты выступлений в чемпионате мира среди гонщиков
| Легенда к таблице |                                                                    |
| --- | ------------------------------------------------------------------ |
| В таблице перечислены результаты всех Гран-при Формулы-1, в которых принимал участие гонщик. Строками таблицы являются сезоны, столбцами — этапы чемпионата мира. В каждой клетке указаны сокращённое название этапа и результат, дополнительно обозначенный цветом. Расшифровка обозначений и цветов представлена в нижеследующей таблице. |                                                                    |
| \| Пример \| Описание \| \| ------------ \| ------------------------------------------------------------------ \| \| 1 \| Победитель \| \| 2 \| Второе место \| \| 3 \| Третье место \| \| 5 \| Финишировал, заработав очки \| \| Сход \| Не финишировал, но при этом заработал очки \| \| 12 \| Финишировал, не получив очков \| \| НКЛ \| Финишировал, но не попал в финальную классификацию \| \| 15 \| Участвовал вне зачёта, либо по отдельной классификации \| \| 18 \| Не финишировал, но попал в финальную классификацию \| \| Сход \| Не финишировал \| \| НКВ \| Не прошёл квалификацию \| \| НПКВ \| Не прошёл предквалификацию \| \| ДСК \| Дисквалифицирован \| \| ИСК \| Исключён из протокола соревнований \| \| ТТ \| Заявлен для участия только в тренировках \| \| НС \| Участвовал в квалификации, но не стартовал в гонке \| \| Т \| Травмирован или болен \| \| ОТК \| Отказ от участия \| \| НТР \| Прибыл на соревнования, но на трассу не выезжал \| \| НПР \| Был заявлен в числе участников, но не прибыл к началу соревнований \| \| О \| Соревнования отменены \| \| \| Не участвовал \| \| Поул-позиция \| \| \| Быстрый круг \| \| |                                                                    |
| Пример | Описание                                                           |
| 1 | Победитель                                                         |
| 2 | Второе место                                                       |
| 3 | Третье место                                                       |
| 5 | Финишировал, заработав очки                                        |
| Сход | Не финишировал, но при этом заработал очки                         |
| 12 | Финишировал, не получив очков                                      |
| НКЛ | Финишировал, но не попал в финальную классификацию                 |
| 15 | Участвовал вне зачёта, либо по отдельной классификации             |
| 18 | Не финишировал, но попал в финальную классификацию                 |
| Сход | Не финишировал                                                     |
| НКВ | Не прошёл квалификацию                                             |
| НПКВ | Не прошёл предквалификацию                                         |
| ДСК | Дисквалифицирован                                                  |
| ИСК | Исключён из протокола соревнований                                 |
| ТТ | Заявлен для участия только в тренировках                           |
| НС | Участвовал в квалификации, но не стартовал в гонке                 |
| Т | Травмирован или болен                                              |
| ОТК | Отказ от участия                                                   |
| НТР | Прибыл на соревнования, но на трассу не выезжал                    |
| НПР | Был заявлен в числе участников, но не прибыл к началу соревнований |
| О | Соревнования отменены                                              |
| | Не участвовал                                                      |
| Поул-позиция |                                                                    |
| Быстрый круг |                                                                    |

| Сезон | Команда               | Шасси        | Двигатель                   | Ш | 1        | 2       | 3       | 4       | 5        | 6        | 7      | 8      | 9   | 10  | 11  | Место | Очки |
| ----- | --------------------- | ------------ | --------------------------- | - | -------- | ------- | ------- | ------- | -------- | -------- | ------ | ------ | --- | --- | --- | ----- | ---- |
| 1963  | DW Racing Enterprises | Lola Mk4     | Coventry Climax FWMV 1,5 V8 | D | МОН      | БЕЛ     | НИД     | ФРА     | ВЕЛ 12   | ГЕР      | ИТА 12 | США    | МЕК | ЮАР |     | —     | 0    |
| 1964  | DW Racing Enterprises | Brabham BT11 | Coventry Climax FWMV 1,5 V8 | D | МОН 7    | НИД 6   | БЕЛ НС  | ФРА 12  | ВЕЛ 7    | ГЕР Сход | АВТ 3  | ИТА 11 | США | МЕК |     | 11    | 5    |
| 1965  | DW Racing Enterprises | Brabham BT11 | Coventry Climax FWMV 1,5 V8 | D | ЮАР НКЛ  | МОН     | БЕЛ ОТК | ФРА 9   | ВЕЛ Сход | НИД Сход | ГЕР    | ИТА    | США | МЕК |     | —     | 0    |
| 1966  | DW Racing Enterprises | Brabham BT11 | Coventry Climax FPF 2,7 L4  | F | МОН Сход | БЕЛ     | ФРА 7   | ВЕЛ НКЛ | НИД Сход | ГЕР Сход | ИТА 6  | США    | МЕК |     |     | 17    | 1    |
| 1967  | DW Racing Enterprises | Brabham BT11 | Coventry Climax FPF 2,7 L4  | F | ЮАР 5    | МОН НКВ | НИД 9   | БЕЛ 8   |          | ВЕЛ Сход | ГЕР    | КАН    | ИТА | США | МЕК | 17    | 2    |
| 1967  | DW Racing Enterprises | Brabham BT11 | Coventry Climax FPF 2,7 L4  | D |          |         |         |         | ФРА Сход |          |        |        |     |     |     | 17    | 2    |